# 季肋發育不全
季肋發育不全（HCH, Hypochondroplasia）是一種遺傳病，其會導致四肢短小，前額突出，脊柱發育不正常。但症狀通常於2至4歲後才會出現。
此遺傳病的發生率並不清楚。
遺傳方面，其遺傳方式為一體染色體顯性遺傳，若父母其中一人為此病患者，則其後代有50%遺傳。